# Bezpiecznik topikowy

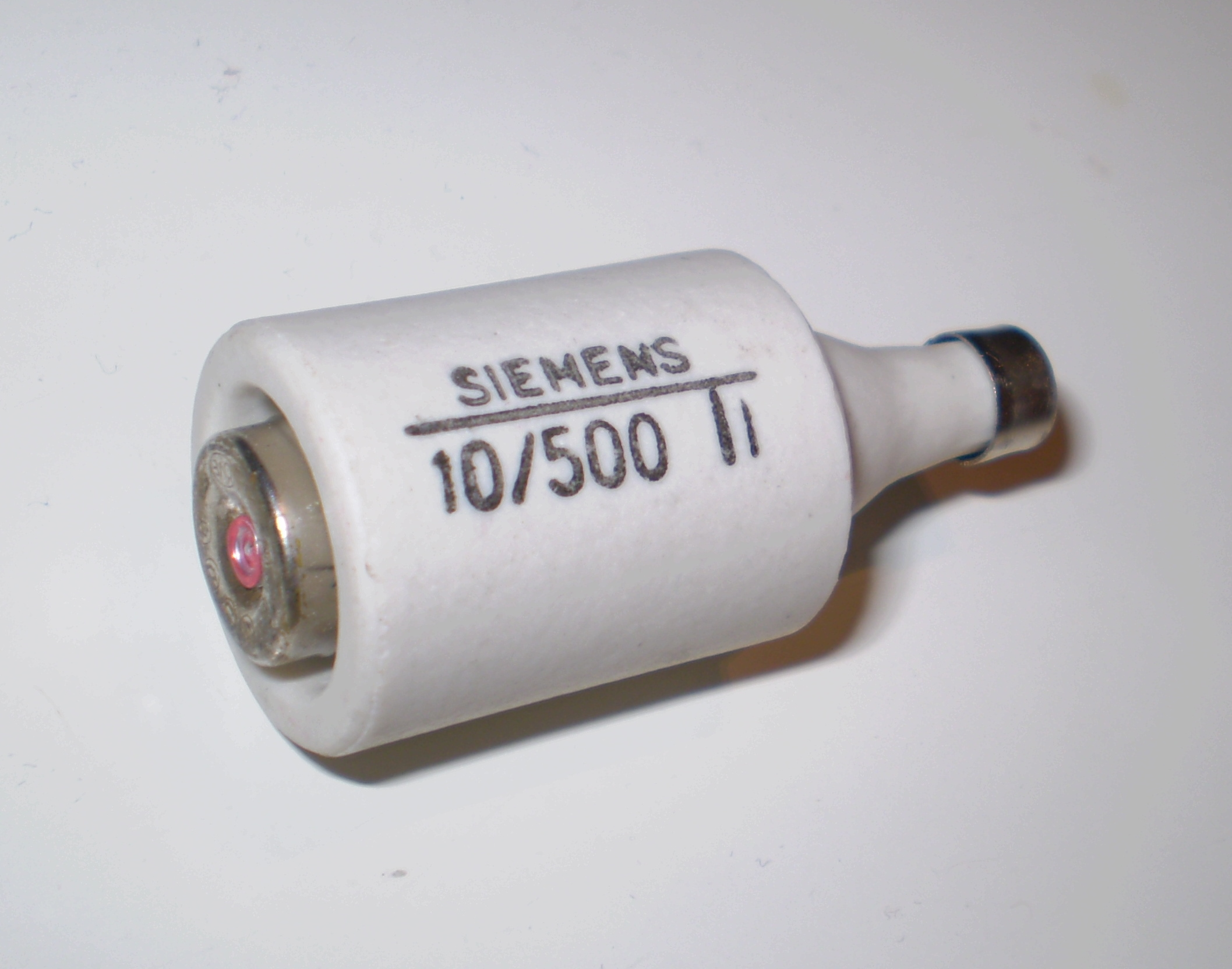
bezpiecznik topikowy („korek”) stosowany typowo w instalacjach domowych

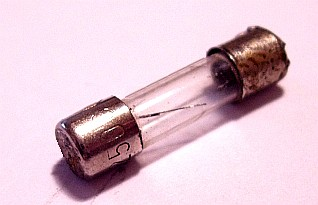
bezpiecznik topikowy stosowany typowo w sprzęcie elektronicznym

Bezpiecznik topikowy, wkładka topikowa – rodzaj zabezpieczenia elektrycznego, w którym przez stopienie się jednego z jego elementów następuje przerwanie ciągłości obwodu elektrycznego.

## Zasada działania
W bezpieczniku topikowym przerwanie obwodu elektrycznego następuje po określonym dla danego natężenia prądu czasie jego przepływu. Główną częścią bezpiecznika jest element topikowy wbudowany we wkładkę topikową. Topik jest przewodnikiem elektrycznym, który nagrzewa się w wyniku płynięcia przez niego prądu. Gdy zbyt duże natężenie prądu trwa dłuższy czas, to wówczas topik nagrzewa się do temperatury, w której się topi. W momencie przepalenia topika następuje zapalenie łuku elektrycznego, gdy wartość natężenia płynącego prądu spadnie do zera łuk gaśnie i prąd przestaje płynąć. Czas palenia się łuku zależy od rozłączanego napięcia, natężenia prądu oraz środowiska w którym się pali.
Im większe natężenie prądu, tym szybciej dochodzi do nagrzania i stopienia topika. Bezpieczniki cechują się charakterystyką czasowo-prądową odwrotną, co oznacza, że im większy jest prąd, tym mniej czasu potrzeba na jego zadziałanie.
Po jednorazowym zadziałaniu bezpiecznik ulega zniszczeniu i podlega wymianie na nowy. Naprawa uszkodzonego bezpiecznika nie jest aktualnie praktykowana, a jej próby klasyfikowane są jako błąd w sztuce. (Historycznie, proste konstrukcyjnie bezpieczniki można było naprawiać stosując fabryczne taśmy lub druty topikowe.)

## Budowa bezpieczników
Standardowy bezpiecznik topikowy składa się z następujących elementów:
- wkładki topikowej,
- podstawy bezpiecznikowej,
- wstawki kalibrowej,
- nośnika,
- osłony.

Główną częścią bezpiecznika jest element topikowy. Najczęściej są to miedziane, srebrne lub miedziane pokryte srebrem taśmy. Aby uzyskać efekt jak najszybszej reakcji na przetężenie, taśmy te posiadają przewężenia bądź nacięcia.
Przetopienie elementu topikowego powoduje zapłon łuku, który jest dalej podtrzymany płynącym prądem awaryjnym. Aby łuk zgasł, a tym samym nastąpiło przerwanie obwodu natężenie prądu musi spaść poniżej wartości progowej. Aby przyspieszyć proces gaszenia łuku, topik zasypany jest piaskiem kwarcowym, piasek rozprasza i chłodzi łuk. Do gaszenia łuku stosuje się też układy wydmuchiwania łuku oraz wypełnianie bezpieczników płynem.
Całość zamknięta jest w szczelnej, najczęściej ceramicznej obudowie.
Często bezpieczniki wyposażone są we wskaźniki zadziałania. Są to różnego rodzaju elementy przymocowane za pomocą sprężyny do obudowy. W chwili przepalenia topika następuje ich samoczynne wysunięcie i zasygnalizowanie w ten sposób stanu awaryjnego.

## Parametry bezpieczników
Parametrami, które są charakterystyczne dla bezpieczników topikowych to:
- Prąd wyłączalny;
- Charakterystyka czasowo-pradowa;
- Charakterystyka czasowo-pradowa pasmowa;
- Prąd probierczy dolny;
- Prąd probierczy górny;
- Całka Joule’a;
- Prąd spodziewany;
- Prąd ograniczony;
- Charakterystyka prądu ograniczonego.

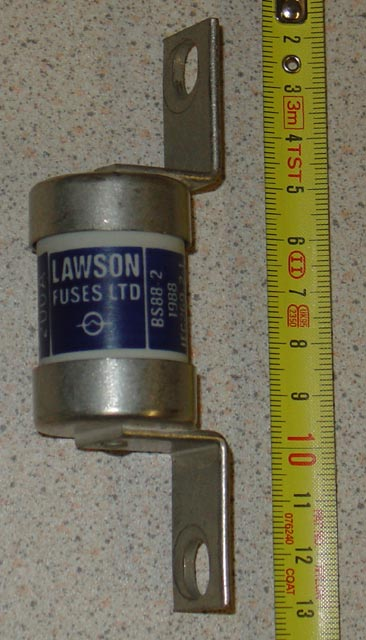
Bezpiecznik 200 A stosowany w przemyśle

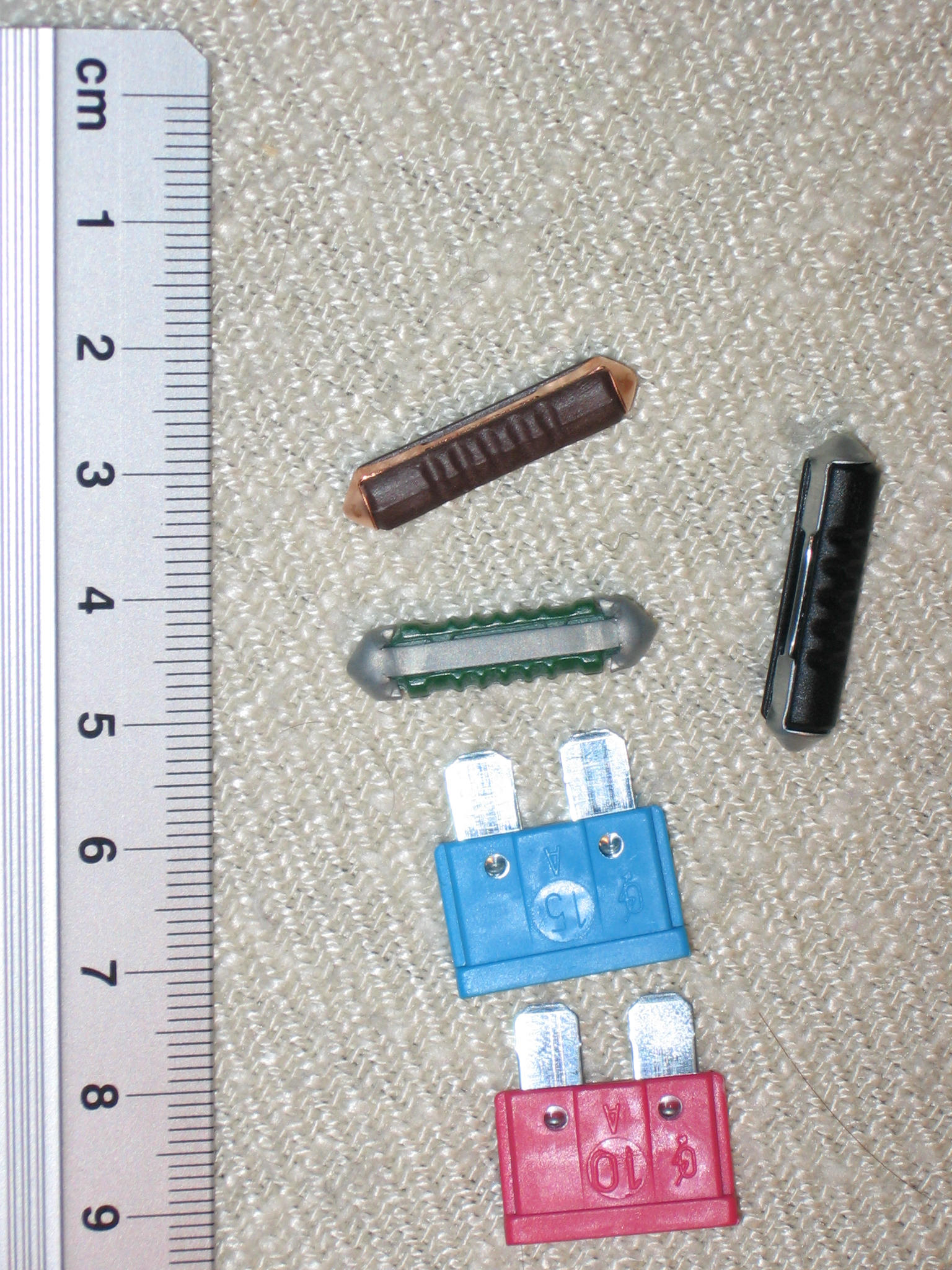
Bezpieczniki samochodowe

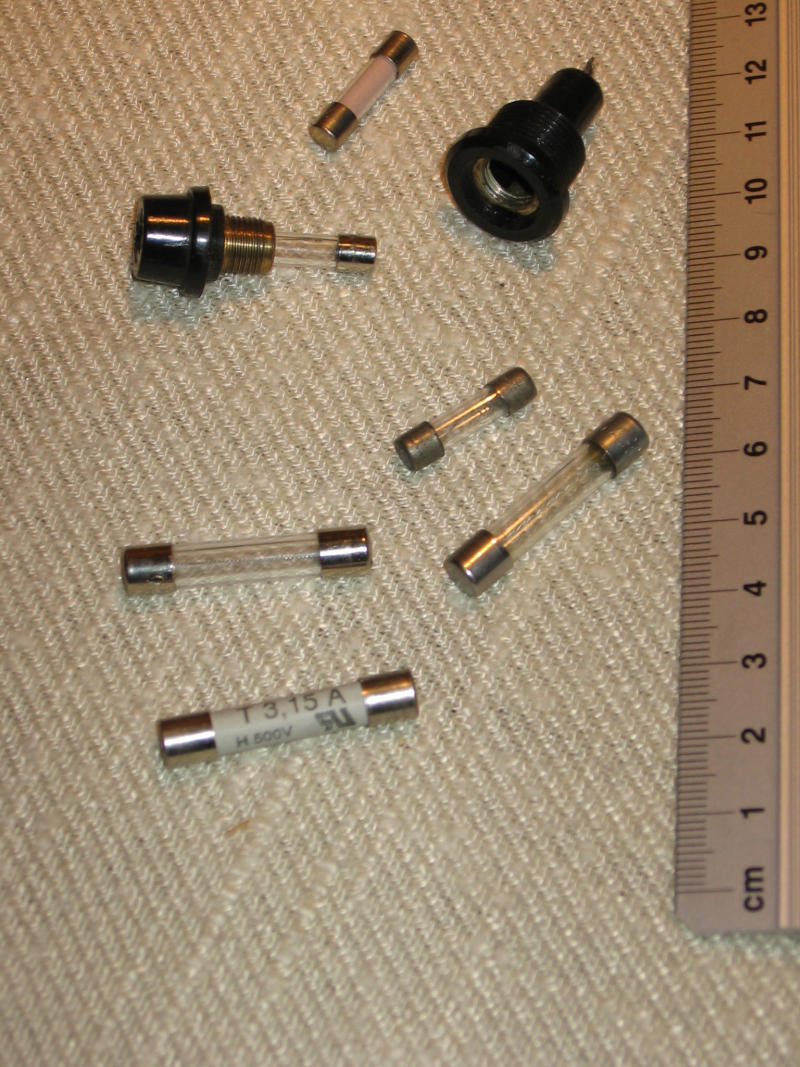
Bezpieczniki elektroniczne

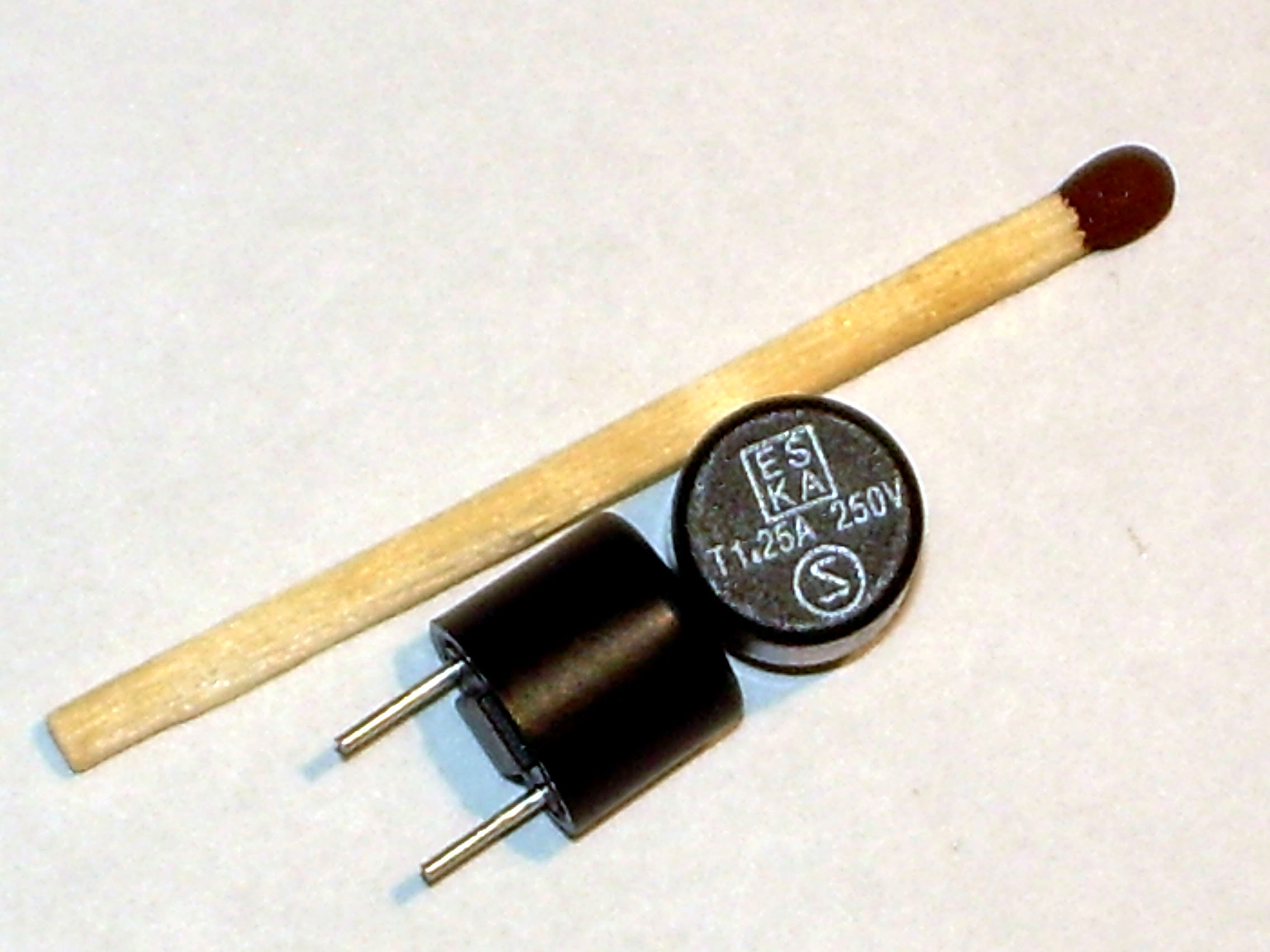
Bezpieczniki półprzewodnikowe

## Bezpieczniki gazo-wydmuchowe
Specjalna konstrukcja bezpieczników opracowana dla sieci średnich i wysokich napięć. Topik znajduje się w rurce z materiału gazującego. Zapalający się łuk powoduje silne gazowanie materiału ścianek i wydmuchiwanie łuku. Dodatkowo topik napinany jest sprężyną i w chwili przepalenia jest wyciągany z gazującej rurki. Zaletą ich jest możliwość szybkiego wyłączenia obwodu o stosunkowo wysokim napięciu. Wadą jest silna zależność skuteczności wyłączania od wartości przepływającego prądu.

## Terminologia
Terminy odpowiadające normie DIN VDE 0102/0103 dla prądów zwarciowych w sieciach trójfazowych.
Kategorie pracy oznacza się dwiema literami. Pierwsza z nich oznacza klasę działania, a druga chroniony obiekt. Klasy działania określają jednoznacznie, jaki zakres prądowy może być wyłączony przez zabezpieczenie:
- Kategoria pracy g: zabezpieczenie pełnozakresowe (ang. full range breaking capacity fuse-links). Wkładki bezpiecznikowe, które przenoszą prądy ciągłe co najmniej do wartości prądu nominalnego obwodu, a prądy o mniejszej wartości zadziałania mogą wyłączyć do wartości nominalnego prądu wyłączania (zabezpieczenie przeciw przeciążeniu i zwarciu).
- Kategoria działania a: zabezpieczenia niepełno-zakresowe (ang. partial range breaking capacity fuse-links). Wkładki bezpiecznikowe, które przenoszą ciągle prądy do wartości prądu nominalnego obwodu, a prądy powyżej pewnej określonej krotności prądu nominalnego obwodu mogą wyłączyć do nominalnego prądu wyłączenia.

Określone obiekty chronione. Przykłady kategorii pracy
G – zabezpieczenie urządzenia ogólnego przeznaczenia,
L – zabezpieczenie przewodów i kabli,
M – zabezpieczenie silników,
Tr – zabezpieczenie transformatorów,
B – zabezpieczenie urządzeń elektroenergetycznych górniczych,
R – zabezpieczenie elementów energoelektronicznych (tyrystorów, diod).
Przykład:
gG – bezpiecznik stosowany w instalacjach,
aM – do zabezpieczenia silników (często).
Udarowy prąd zwarciowy ip – maksymalna możliwa wartość chwilowa oczekiwanego prądu zwarciowego. Uwaga ! Wielkość udarowego prądu zwarciowego zależy od chwili, w której występuje zwarcie. Obliczenie udarowego prądu zwarciowego ip przy zwarciu trójfazowym odnosi się do przewodu i chwili, w której pojawia się prąd największy.
Ciągły prąd zwarciowy Ik – wartość skuteczna prądu zwarciowego, która pozostaje na stałe po wygaśnięciu przebiegu nieustalonego.
Uwaga ! Wartość skuteczna składowej symetrycznej prądu przemiennego oczekiwanego prądu zwarciowego w chwili wystąpienia zwarcia, kiedy impedancja prądu zwarciowego odniesiona jest do zerowego punktu czasowego.
Termiczny prąd zwarciowy Ith – szyny zbiorcze i wyposażenie techniczne będą w przypadku zwarcia poddane działaniu termicznemu. Oddziaływanie to zależy od wielkości przebiegu czasowego i czasu trwania prądu zwarciowego Ith którego wartość skuteczna wywołuje taką samą ilość ciepła, jak podczas trwania zwarcia Ik w swojej składowej stałej i zmiennej przemiennego prądu zwarciowego. Charakterystyki czasowo-prądowe są określone w przepisach VDE 0363 i dopuszczalne jest ich odchylenie o maksimum 10% w kierunku osi prądowej. Przy uwzględnieniu temperatury otoczenia, wkładki topikowe zabezpieczeń są w stanie przenosić ciągły prąd nominalny przy temperaturze 55 °C. Zabezpieczenia topikowe są doskonałym zabezpieczeniem przeciwzwarciowym. Przy bardzo wysokich prądach przepalają się one tak szybko, że udarowy prąd zwarciowy może wystąpić tylko w bardzo ograniczonej wysokości.

## Typy bezpieczników
- Bezpieczniki typu D (IEC 60269 – DIAZED) składają się z wymiennej, jednorazowej i nienaprawialnej wkładki potocznie określanej jako korek wkładanej w gwintowaną osłonę wkręcaną w odpowiednią podstawkę. Bezpieczniki te szczególnie popularne są w instalacjach domowych lub innych o małych mocach. W instalacjach domowych najczęściej stosowany jest gwint E27, do którego pasują korki DII produkowane w wymiarach 2 A, 4 A, 6 A, 10 A, 13 A, 16 A, 20 A, 25 A. W zależności od wartości prądu znamionowego korki mają różną szerokość denka, co w połączeniu z odpowiednio ukształtowaną podstawką uniemożliwia wkręcenie korka o zbyt dużym prądzie znamionowym.
- System NH – jest znormalizowanym zabezpieczeniem niskiego napięcia dużej mocy. Składa się z bezpiecznikowej części dolnej, wymiennych wkładek bezpiecznikowych i części manipulacyjnej. Zabezpieczenia te mogą być wyposażone w sygnalizator stanu załączenia i urządzenie zwalniające. W międzynarodowej normie, system bezpieczników NH jest określony jako „bezpieczniki z wkładkami bezpiecznikowymi ze stykami nożowymi”, co jest określeniem dość niezręcznym terminologicznie. Oznaczenie literowe NH określa bezpieczniki niskiego napięcia o wysokiej zdolności przerywania zwarcia (niem. „Niederspannungs-Hochleistungs”-Sicherungen). Bezpieczniki te posiadają zdolność zwarciową zazwyczaj przekraczającą 100 kA i dzięki temu praktycznie pokrywają wszystkie wartości prądów zwarciowych jakie można spotkać w sieciach niskiego napięcia.

## Barwne oznaczenie prądu znamionowego wkładki topikowej typu D („korka”)
| Barwa wskaźnika zadziałania | Prąd znamionowy wkładki topikowej w A |
| --------------------------- | ------------------------------------- |
| różowy                      | 2                                     |
| brązowy                     | 4                                     |
| zielony                     | 6                                     |
| czerwony                    | 10                                    |
| szary                       | 16                                    |
| niebieski                   | 20                                    |
| żółty                       | 25                                    |
| czarny                      | 35                                    |
| biały                       | 50                                    |
| miedziany                   | 63                                    |
| srebrny                     | 80                                    |
| czerwony                    | 100                                   |